# Waltraut Kruse
Waltraut Kruse (vollständiger Name: Maria Christina Waltraut Susanne Kruse, geb. Ebbertz; * 12. März 1925 in Walheim im Landkreis Aachen; † 27. Februar 2019) war eine deutsche Allgemeinmedizinerin und Psychotherapeutin sowie Kommunalpolitikerin (CDU). Von 1979 bis 1989 war sie beigeordnete Bürgermeisterin der Stadt Aachen.

## Leben und Wirken
Nach dem Abitur auf dem Ursulinen-Gymnasium in Aachen leistete Kruse zunächst studentischen Ausgleichsdienst auf einem Landgut auf der Ostseeinsel Rügen und begann noch während des Zweiten Weltkrieges ein Studium der Medizin in Danzig. Kriegsbedingt musste sie das Studium unterbrechen, da sie als Rot-Kreuz-Helferin für den Raum Posen, später in das rheinische Siegburg einberufen wurde. Nach dem Krieg setzte sie ihr Medizinstudium an der medizinischen Fakultät der Universität Frankfurt am Main fort und schloss dieses mit dem Staatsexamen und der Dissertation Die Pest in Aachen und im angrenzenden Rheinland bei Hans Schlossberger ab.
Nach ihrer Assistenzzeit, unter anderem an dem Marianneninstitut in Aachen, und entsprechender Facharztausbildung ließ sie sich 1968 als Fachärztin für Allgemeinmedizin mit einer Landarztpraxis in Aachen-Walheim nieder. Nach entsprechenden Fortbildungen erhielt sie 1973 die Zusatzqualifikation Fachärztin für Psychotherapie und erweiterte daraufhin ihre Praxis zur Gemeinschaftspraxis für Allgemeinmedizin und Psychotherapie. Einer ihrer Schwerpunkte war die Fortentwicklung des Autogenen Trainings bei der Behandlung psychosomatischer Störungen im Kindes- und Jugendalter.
Im Jahr 1976 wurde Kruse mit der Leitung des Lehrgebietes Allgemeinmedizin an der Medizinischen Fakultät der RWTH Aachen betraut und 1983 zur Honorarprofessorin ernannt. Ihre Schwerpunkte waren neben der Betreuung von Doktoranden die Forschungen auf den Gebieten der Suchtprophylaxe, der Familienmedizin und der Prävention im Kindes- und Jugendalter.
Ebenfalls 1976 übertrug das Universitätsklinikum Aachen ihr die Organisation und Leitung des neu eingerichteten und von ihr initiierten Westdeutschen Psychotherapieseminars in Aachen, das seitdem jährlich mit einem definierten Themenkomplex stattfindet. Auch wenn die Organisation seit einigen Jahren auf mehrere Schultern verteilt ist, gehörte Waltraut Kruse trotz ihres fortgeschrittenen Alters immer noch der Leitungsgruppe der 36. Veranstaltung im Jahre 2012 an.
Beeinflusst durch ihre Mutter, die selbst 17 Jahre lang dem Rat der Stadt Aachen angehört hatte, und auf Wunsch ihrer Patienten hin, wurde Waltraut Kruse Anfang der 1970er Jahre dazu angeregt, sich für ihren Stadtteil ebenfalls politisch zu engagieren. Im Jahr 1975 gelang ihr dann bei der Kommunalwahl der Sprung in den Rat der Stadt Aachen, dem sie fortan bis 1994 angehörte. 1979 wurde sie vom Stadtrat als erste Frau in Aachen zur beigeordneten Bürgermeisterin gewählt und blieb nach einer Wiederwahl 1984 zehn Jahre in diesem Amt. Sie war seit 1949 mit dem Mediziner Herbert Kruse verheiratet, der 1985 62-jährig verstarb. Aus der Ehe gingen vier Kinder hervor, darunter der Psychologe und Gerontologe Andreas Kruse.

## Mitgliedschaften (Auswahl)
Neben ihren beruflichen und politischen Verpflichtungen gehörte Waltraut Kruse noch einigen Fachorganisationen an und übernahm hierbei noch verschiedene ehrenamtliche Funktionen. So war sie unter anderem:
- Mitglied in der Max-Planck-Gesellschaft
- 1989 bis 2003 Erste Vorsitzende der Vereinigung der Hochschullehrer und Lehrbeauftragten für Allgemeinmedizin (GHA)
- Vorsitzende der Gesellschaft zur Förderung der Allgemeinmedizin an der Medizinischen Fakultät der RWTH Aachen e.V.
- Mitglied in der Wissenschaftlichen Redaktion des Deutschen Ärzteblattes
- Vorstandsmitglied des Deutschen Kongresses für ärztliche Fortbildung in Berlin
- Ehrenmitglied der Deutschen Gesellschaft für ärztliche Hypnose und Autogenes Training

## Ehrungen
Nach ihrem Rückzug aus dem Rat der Stadt Aachen wurde Waltraut Kruse am 24. März 1995 für ihre langjährigen politischen Verdienste mit dem Goldenen Ehrenring der Stadt Aachen ausgezeichnet. Darüber hinaus erhielt sie am 12. Dezember 1999 den Verdienstorden des Landes Nordrhein-Westfalen sowie am 12. Dezember 2002 die Ernennung zur Ehrenbürgerin der RWTH Aachen.
2015 wurde sie mit der Paracelsus-Medaille ausgezeichnet, der höchsten Auszeichnung der deutschen Ärzteschaft.